# 青山里 (臺北市)
青山里是台北市萬華區龍山次分區轄下的一個里。面積0.2607平方公里，下轄25鄰。2020年止共有人口5,684人。

## 邊界
西側為糖廍里，北側為菜園里，東側為富民里，南側為柳鄉里。

## 地標
- 艋舺青山宮
- 艋舺夜市